# Трегубенко, Анатолий Иванович
Анатолий Иванович Трегубенко (30 мая 1924 — 27 ноября 2010) — советский и украинский хирург, доктор медицинских наук (1969), профессор кафедры травматологии и ортопедии Одесского медицинского института (1973).

## Биография
Родился 30 мая 1924 года в селе Алексеевка. Украинец по национальности.
В 1941 году окончил Первомайское медицинское училище по специальности «фельдшер» и был направлен в железнодорожную поликлинику станции Помощная.
В 1941—1944 годах находился на временно оккупированной немецкими войсками территории, участвовал в подпольном партизанском движении под командованием Петра Суского.
В апреле 1944 года призван в ряды РККА, участник Великой Отечественной войны. Прошёл путь от рядового до младшего лейтенанта. Был командиром санвзвода 2-го стрелкового батальона 216-го гвардейского стрелкового полка 79-й гвардейской стрелковой дивизии 8-й гвардейской армии на 3-м Украинском и 1-м Белорусском фронтах.
Награждён советскими орденами Отечественной войны II степени (19.02.1945, 06.04.1985), Красной Звезды (26.08.1944), медалями, украинским орденом Богдана Хмельницкого III степени (14.10.1999).
С 1947 по 1953 годы учился в Одесском медицинском институте, который окончил с отличием.
В 1959 году защитил кандидатскую диссертацию на тему «Хирургическое лечение поверхностных тромбофлебитов нижних конечностей». 27 января 1969 присуждена учёная степень доктора медицинских наук.
Автор 150 научных работ, в том числе монографий «Хирургическое лечение тромбофлебитов», «Тромбозы и эмболии в хирургии», ставших первыми научными трудами по хирургическому лечению сосудов. Провёл около тысячи операций.